# Plaça de la Vila (Torroella de Montgrí)
La Plaça de la Vila és una plaça de Torroella de Montgrí (Baix Empordà). Està situada en el centre d'un eixample que es va iniciar als segles xiii i xiv, quan la vila passà a poder reial, amb la planta de campament romà propi de les poblacions medievals creades sota domini reial. Des de l'any 1273 el traçat urbà està planificat amb carrers ortogonals ordenats i que conflueixen a la plaça. Els eixos principals són el carrer d'Ullà, el carrer de Primitiu Artigas, el carrer Major i el Carrer de l'Església. Tots quatre carrers arriben a la plaça de la Vila, punt de partida obligat per a tothom que visiti per primera vegada aquesta vila.
És una obra inclosa en l'Inventari del Patrimoni Arquitectònic de Catalunya.

## Descripció
La Plaça de la Vila és porticada de forma irregular i de dimensions proporcionada. Algunes de les arcades del pòrtic són d'època gòtica. S'hi destaca la façana de la casa de la vila, del segle xvi, de portal adovellat i finestres decorades amb emblemes de l'escut de la vila. A l'angle sud-est hi ha la capella de Sant Antoni, d'origen antic, però totalment reformada al segle xviii, de planta rectangular, on hi ha el rellotge públic de la vila (sembla que al segle xiv ja hi havia la campana de les hores i inicialment s'hi celebraven els actes civils i religiosos); ara és sala d'exposicions municipal.

## Història
Durant els últims anys del segle xiii i principis del XIV, període de gran esplendor per a la població, va iniciar-se l'eixample de Torroella de Montgrí, que havia passat a ser vila reial vers la fi del segle xiii. Fins aquell moment, el nucli alt medieval s'havia desenvolupat al voltant de l'església i del palau, i partir d'aleshores va créixer cap a migdia. l'estructura urbanística correspon a la planta de campament romà característica de la vila medievals creades sota el domini reial, i és un dels exemples més interessants d'urbanisme medieval de l'Empordà. El traçant de la plaça correspon a aquest període, així com part de les arcades gòtiques, tot i que els edificis que l'envolten han experimentat modificacions importants al llarg del temps.
Degut a la centralitat de la Plaça de la Vila, s'hi troba l'edifici de la Casa de la Vila. També a la Plaça de la Vila hi ha l'anomenada font dels gossos que en aquesta època era l'única font pública de la qual es té constància. L'aigua d'aquesta font provenia de La Mina d'Aigua de Torroella, una galeria subterrània artificial d'aigua, on tenia el seu inici en una deu a l'exterior de la muralla i després de recórrer el passeig de l'Església acabava a la plaça de la Vila.
La Plaça de la Vila s'hi concentra la major part de les festes de Torroella: Escenari de la Festa Major, Cavalcada dels Reis, Festivitat de Sant Jordi, Aplec de la Sardana, Fira agrícola, ramadera i comercial de Sant Andreu, l'Home dels nassos, mercat setmanal els dilluns al matí, del Festival de Músiques, de la Fira de la Màgia, de la Fira del còmic.
La primera vegada que es ballà la sardana llarga va ser a la plaça de la "Vila Vella" de Torroella, el 1844. La sardana "Torroella, vila vella" és tradicional que es balli a la Plaça de la Vila cada any per Sant Genís, el 25 d'agost, Festa Major de Torroella de Montgrí.